# 로저 페리

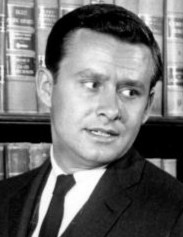

로저 페리(Roger Perry, 1933년 5월 7일 ~ 2018년 7월 12일)는 미국의 장교, 배우이다.
대븐포트에서 태어났으며 인디언웰스에서 사망하였다. 사인은 전립선암이다.

## 출연 작품
- 디 엘프 후 세이브드 크리스마스 (1992년)
- 오퍼레이션 워존 (1988년)
- 러브 다이 네이버 (1984년)
- 롤러 부기 (1979년)
- 더 씽 위드 투 헤즈 (1972년)
- 흡혈귀 요르가 백작 2 (1971년)
- 흡혈귀 요르가 백작 (1970년)
- 폴로우 더 보이즈 (1963년)
- 디즈니랜드 (1954년) - 루크 소여 역

### 텔레비전
- 아이언사이드 (1969-73)
- FBI (1969-74)
- 명탐정 바나비 존즈 (1974-80)